# Pawlo Teterja

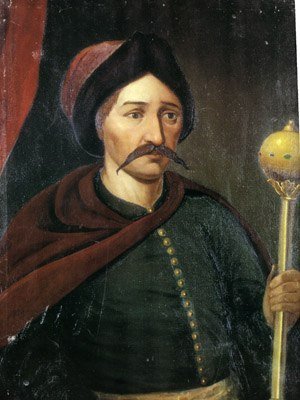
Hetman Pawlo Teterja

Pawlo Teterja (ukrainisch Павло Тетеря; * etwa 1620 in Perejaslaw; † April 1671 in Adrianopel) war zwischen 1662 und 1665 Hetman der rechtsufrigen Ukraine.

## Leben
Pawlo Teterja studierte an der unierten Schule in Minsk und an der Kiewer Mohyla-Akademie. Am 16. September 1658 schloss er, gemeinsam mit den Kosakenführern Iwan Wyhowskyj und Jurij Nemyrytsch im ukrainischen Hadjatsch mit den Vertretern Polen-Litauens Stanisław Bieniewski und Kazimierz Jewłaszewski den Vertrag von Hadjatsch ab, in dem sich die Kosaken wieder mit der polnisch-litauischen Adelsrepublik verbanden.
Im Oktober 1662, nach der Abdankung des Hetmans Jurij Chmelnyzkyj, wurde Teterja im Rat von Tschyhyryn zum Hetman der rechtsufrigen Ukraine gewählt. Er setzte die politische Arbeit von Iwan Wyhowskyj fort und suchte wieder Annäherung an das polnisch-litauischen Reich. Gleichzeitig versuchte er das rechte und das linke Hetmanat am Dnepr unter seiner Herrschaft zu vereinen. Anfang 1663 fielen Teterjas Kosaken zusammen mit den polnisch-litauischen Truppen erstmals am linken Ufer der Ukraine ein. Von November 1663 bis Januar 1664 besetzten dann Kosakentruppen und polnisch-tatarische Einheiten gemeinsam den größten Teil der linksufrigen Ukraine. Bald jedoch kamen die Operationen während der Belagerung von Gluchow zum Stehen. Im Rücken der vereinten Armee brach am rechten Ufer der Ukraine ein Aufstand gegen den polnischen Adel aus, welcher Teterja zwang mit seinen Kosaken zurückzukehren. Auch die polnischen Truppen zogen sich unter dem Druck russischer Truppen unter Fürst Grigori Romodanowski und den Regimentern des moskaufreundlichen Hetman Iwan Brjuchowezkyj nach mehreren Niederlagen über Tschernigow und Litauen nach Polen zurück.
Im Frühjahr 1664 gelang es Tetejra mit Hilfe der polnisch-litauischen Truppen, Brjuchowezkyj und die russischen Truppen zum Rückzug an das linke Ufer zu zwingen. An der Jahreswende versuchte Teterja noch seine innenpolitischen Gegner, insbesondere Oberst Iwan Serbin, Wassili Droszdenko und S. Oparu zu besiegen. Im Juli 1665 gab Teterja schließlich den weiteren Kampf um die Macht auf und ernannte Mychailo Chanenko zum neuen Befehlshaber. Teterja verzichtete aber nicht auf sein Hetmanat und lebte dann in Warschau. 1669 geriet er mit Polen in Konflikt und wechselte die Seiten, er lebte darauf einige Zeit im Exil beim Fürsten von Moldawien in Iași. Im Frühjahr 1670 trat er in Adrianopel in Kontakt mit der Hohen Pforte und überzeugte den Sultan einen Krieg gegen Polen zu beginnen. Mehmed IV. übertrug ihm zunächst nominell ein Sandschak ließ ihn dann aber vergiften.